# Jinchengshi
Jinchengshi (kinesiska: 金称市, 金称市镇) är en köping i Kina. Den ligger i provinsen Hunan, i den södra delen av landet, omkring 230 kilometer sydväst om provinshuvudstaden Changsha. Antalet invånare är 38696. Befolkningen består av 18 105 kvinnor och 20 591 män. Barn under 15 år utgör 21,0 %, vuxna 15-64 år 68 %, och äldre över 65 år 9,0 %.
Genomsnittlig årsnederbörd är 1 613 millimeter. Den regnigaste månaden är maj, med i genomsnitt 233 mm nederbörd, och den torraste är oktober, med 38 mm nederbörd.